# Илюхин, Александр Меркулович
Александр Меркулович Илюхин — советский хозяйственный, государственный и политический деятель.

## Биография
Родился в 1915 году. Член КПСС с 1940 года.
С 1939 года — на хозяйственной, общественной и политической работе. В 1939—1987 гг. — инженер, главный инженер, директор кожно-галантерейной и обувной фабрики города Ташкента, заведующий промышленным отделом Ташкентского горкома партии, второй секретарь райкома партии, заместитель Председателя Совета Министров, заместитель Председателя Президиума Верховного Совета Каракалпакской автономной республики, первый секретарь Нукусского горкома, секретарь Каракалпакского обкома партии, первый секретарь Янгиабадского райкома КПУз, секретарь Ташкентского обкома партии, второй секретарь Кашкадарьинского, Андижанского обкомов КП Узбекистана, министр жилищно-коммунального хозяйства Узбекской ССР.
Избирался депутатом Верховного Совета Узбекской ССР 6-го, 7-го, 8-го, 9-го, 10-го, 11-го созывов.
Умер после 1987 года.